# Odontocera bisulcata
Odontocera bisulcata là một loài bọ cánh cứng trong họ Cerambycidae.